# 大品般若经
《大品般若經》（Pañcaviṃśatisāhasrikā Prajñāpāramitā），又称《二萬五千頌般若》、《摩訶般若波羅蜜經》、《大品經》、《大智度無極經》，大乘佛教典籍，为後秦鸠摩罗什翻译。收录于《大正新修大藏经》般若部。
该部经文主要讲述佛教般若空观的正理，常以舍利弗與須菩提互究空理的情節表現。

## 版本
本經汉文版本有：

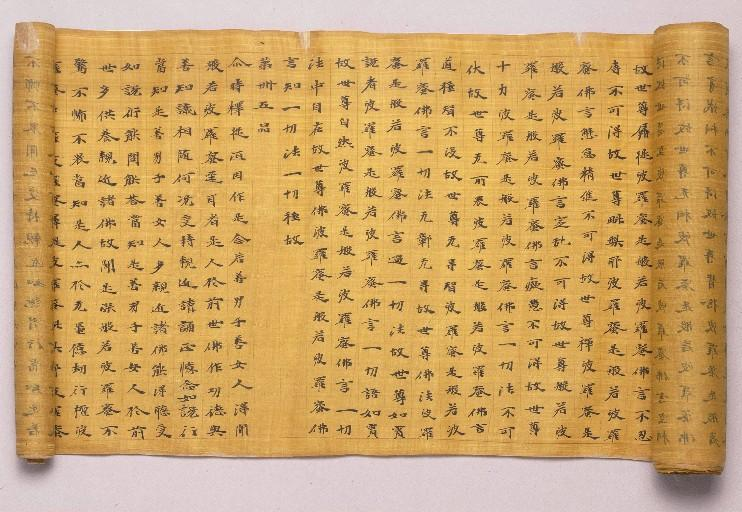
敦煌莫高窟發現的《大品般若經》第四十四、四十五品

- 《光讚般若波羅蜜經》，西晋竺法护译，凡十卷。
- 《放光般若波羅蜜經》，西晋无罗叉译，凡二十卷。
- 《摩訶般若波羅蜜經》（大品般若經），姚秦鳩摩羅什譯，凡三十卷，九十品。依《大智度論》，梵本為二萬二千頌。
- 《大般若经》第二会，唐玄奘译，凡七十八卷，八十五品。梵本二萬五千頌。第二會大智度論釋之。
- 《大般若经》第三会，唐玄奘译，凡五十九卷，三十一品。梵本一萬八千頌。

## 結構
| 前分 - 1.序品 - 2.奉鉢品 - 3.習相應品 - 4.往生品 - 5.歎度品 - 6.舌相品 中分 - 7.三假品 - 8.勸學品 - 9.集散品 - 10.行相品 - 11.幻學品 - 12.句義品 - 13.金剛品 - 14.樂說品 - 15.辯才品 - 16.乘乘品 - 17.莊嚴品 - 18.問乘品 | - 19.廣乘品 - 20.發趣品 - 21.出到品 - 22.勝出品 - 23.等空品 - 24.會宗品 - 25.十無品 - 26.無生品 - 27.問住品 - 28.幻聽品 - 29.散華品 - 30.三歎品 - 31.滅諍品 - 32.大明品 - 33.述成品 - 34.勸持品 - 35.遣異品 - 36.尊導品 - 37.法稱品 - 38.法施品 - 39.隨喜品 - 40.照明品 - 41.信毀品 - 42.歎淨品 | - 43.無作品 - 44.遍歎品 - 45.聞持品 - 46.魔事品 - 47.兩過品 - 48.佛母品 - 49.問相品 - 50.成辦品 - 51.譬喻品 - 52.知識品 - 53.趣智品 - 54.大如品 - 55.不退品 - 56.堅固品 - 57.深奧品 - 58.夢行品 - 59.河天品 - 60.不證品 - 61.夢誓品 - 62.魔愁品 - 63.等學品 - 64.淨願品 - 65.度空品 - 66.累教品 | 後分 - 67.無盡品 - 68.攝五品 - 69.方便品 - 70.三慧品 - 71.道樹品 - 72.道行品 - 73.三善品 - 74.遍學品 - 75.三次品 - 76.一念品 - 77.六喻品 - 78.四攝品 - 79.善達品 - 80.實際品 - 81.具足品 - 82.淨土品 - 83.畢定品 - 84.差別品 - 85.七喻品 - 86.平等品 - 87.如化品 - 88.常啼品 - 89.法尚品 - 90.囑累品 |

## 註解
- 龙树《大智度論》
- 吉藏
  - 《大品经义疏》
  - 《大品經遊意》
- 《現觀莊嚴論》（西藏傳說為彌勒菩薩授予無著。本論最早由僧護弟子解脫軍傳出。）